# دون بارينغتون
دون بارينغتون هو سياسي أمريكي، ولد في 7 سبتمبر 1947 في بريور كريك في الولايات المتحدة. نشط حزبياً في الحزب الجمهوري. وقد انتخب عضو مجلس ولاية أوكلاهوما ‏.